# Église Sainte-Anne-du-Ruisseau
Pour les articles homonymes, voir Église Sainte-Anne.
L'Église Sainte-Anne-du-Ruisseau située dans le comté de Yarmouth dans le district d’Argyle, est la plus ancienne église paroissiale acadienne en Nouvelle-Écosse continentale. L'église est déclarée propriété historique par la municipalité d’Argyle.

## Historique

### La paroisse Sainte-Anne
Les débuts de la paroisse Sainte-Anne remontent à 1767, date du retour de l’exil des Acadiens qui s’établirent sur la péninsule de la Pointe-à-Rocco. C’est dans cette paroisse, à la Pointe-à-Rocco, que fut construite la première chapelle du comté de Yarmouth en 1784, après la révocation de la loi qui interdisait le droit aux catholique de créer des églises. La chapelle servit aux Acadiens et aux Micmacs de la région.
De 1784 à 1799, la paroisse est desservie par des missionnaires de passage notamment les abbés Bailly, Bourg, LeDru, Phelan, Power et Grace, avant l’arrivée de l’abbé Jean-Mandé Sigogne qui jouera un rôle prédominent dans l’histoire de la paroisse. Le 4 juillet 1799, l’arrivée de l’abbé Sigogne à Sainte-Anne marque la date officielle de la fondation de la paroisse Sainte-Anne.
L’abbé Sigogne, qui fut missionnaire de la région de 1799 à 1820, contribua à maintenir les traditions françaises et catholiques parmi les Acadiens du sud-ouest de la Nouvelle-Écosse.

### La création de l'église
Vers 1800, les effets de la croissance démographique naturelle ont créé de nouveaux villages et ont par la même occasionné la construction de nouvelles églises. L’abbé Sigogne commença en 1808 les travaux pour édifier la première église à Sainte-Anne-du-Ruisseau qui prit le nom du village. Le village a eu divers noms, l’église est aussi connue sous l’appellation d'« Église Sainte-Anne d’Eel Brook » du nom que donnèrent les Anglais au village à cause de la profusion d’anguilles qu’on y trouvait.
L’église Sainte-Anne fut détruite par un incendie le 22 mars 1900. Elle est remplacée en l’espace de 13 mois par le Révérend Marie-Jules Crouzier qui fit élever l’édifice actuel, à temps pour y célébrer la messe de minuit de la même année. L’église ne sera bénie qu’en juin 1902.
Aujourd'hui, une réplique de la première église a été construite sur le site en guise de commémoration.

## Architecture
L’église comprend deux tours avec des peintures originales au plafond et les murs sanctuaires.
L’architecte de l’édifice actuel se nommait Dumaresque et les travaux de construction étaient sous la direction de Ambroise Pottier de Belleville. Les décorations étaient sous la direction de Billinberg, peintre décorateur, connu pour son travail d’embellissement de l’église de Salmon River.